# Academia de Samba Praiana
A Sociedade Recreativa Beneficente Cultural Academia de Samba Praiana é uma escola de samba de Porto Alegre.

## História
A Academia de Samba Praiana foi fundada em 10 de março de 1960. A escola revolucionou o carnaval de Porto Alegre na década de 1960, sendo a primeira a desfilar com alas, fantasias, alegorias, ao estilo do carnaval do Rio de Janeiro.
Sua sede localiza-se no bairro Praia de Belas, próxima ao Estádio Beira-Rio. A escola foi fundada por Altair Fogo, as cores originais eram azul celeste e amarelo ouro. Pelo seu desfile em 1961, foi colocada como Hours Concours em 1962. O nome da escola foi inspirado em uma cafeteria onde aconteceram os encontros dos fundadores, que era  localizado na Rua da Praia.
Em 2016 a escola foi alvo de polêmica depois ter homenageado com samba enredo no carnaval ao ex-tesoureiro do PT e ex-deputado federal Paulo Ferreira, posteriormente preso em junho do mesmo ano durante a Operação Custo Brasil, parte de um esquema acusado de fraudar um serviço de gestão de crédito consignado a funcionários públicos.

## Personagens
- Lídia Maria : Primeira rainha da Praiana
- Mario Varella : Primeiro mestre-sala de Porto Alegre
- Angelina Fogo: Primeira passista da Praiana
- Giba Giba: Músico e percussionista pelotense, grande defensor da cultura negra. Um dos fundadores da Praiana;
- Caloca: Fundador da escola e diretor de bateria durante vários anos, até 1999;
- Altair Fogo, Doca, Garoto e Osvaldo Abesserage (Godô): Fundadores;
- Humberto Silva – Presidente da escola durante muitos anos, até 1999. É pai do ex-presidente de carnaval, Humberto Reis da Silva.
- Célia Louruz (Nenê da Praiana): Personagem da escola, onde desfila todos os anos.
- Altair Fogo: Fundadora e integrante da Praiana até seus últimos dias de vida.
- Orimes Ferraz: Músico da noite porto-alegrense, já falecido, e presidente da Praiana no último título, em 1976.
- Miguel de Souza Filho (Miguelzinho): Intérprete da escola nos anos 1970.
- Zé Gomes: Compositor de sambas importantes da Praiana, como Janaína e a Festa de Reis, de 1976.
- Zé Grande: Um dos fundadores da escola, tendo sido compositor de sambas e diretor de harmonia.
- Waldemar Moura Lima (Pernambuco): Diretor de bateria da escola.
- Michelle Lima: Filha de Pernambuco, porta-bandeira do carnaval porto-alegrense, com passagens por Estado Maior da Restinga e Bambas da Orgia. Estreou na Praiana em 1986, com 16 anos.
- Nara Mattos: Porta-estandarte histórica da escola.
- Cláudio Macedo (Claudinho): Mestre-sala da Praiana durante 18 anos e compositor de sambas-enredo em diversas escolas de Porto Alegre
- Julio Lemos (Julião): Diretor de carnaval da Praiana nos anos de 2000 a 2003.
- Veronice de Abreu: Rainha de bateria, com passagens no Carnaval de São Paulo e no Carnaval Carioca[6]
- Marco Aurélio Abenserrage, ex-presidente, filho do também  ex-presidente e fundador, Osvaldo Valnir Abenserrage (Godô) e Terezinha Conceição Abenserrage, costureira das fantasias  que ficaram  na história do carnaval de Porto Alegre como o único prêmio hors concurso da história, em 1962.
- Gabriel Camilo Barbosa: Fundador da escola, sendo premiado por anos de contribuição e dedicação com a Academia de Samba Praiana, fez parte da Diretoria e foi uma figura ímpar na ala da "Velha Guarda", considerado  por muitos "Amigo da Praiana",  por sempre ajudar de todas as formas a escola à desfilar no carnaval de Porto Alegre.

## Segmentos

### Presidentes
| Nome                       | Mandato         | Ref.          |
| -------------------------- | --------------- | ------------- |
| Humberto Silva             | 1990            | [ 1 ]         |
| Osvaldo Abenserrage "Godô" | 1991            | [ 1 ]         |
| Pai Danilo de Oxalá        | 1992            | [ 1 ]         |
| Luiz Felipe Vieira         | 1993            | [ 1 ]         |
| Marco Abenserrage          | 1994            | [ 1 ]         |
| Serginho da Praiana        | 1995            | [ 1 ]         |
| Marco Aurélio Souza        | 1996            | [ 1 ]         |
| Humberto Silva             | 1997-1999       | [ 1 ]         |
| Antonio Peixoto            | 2000-2001       | [ 7 ]         |
| Wilson Pereira "Turquinho" | 2004-2005       | [ 8 ]         |
| Humberto Reis Filho        | 2006-2012       | [ 9 ]         |
| Miro Leal                  | 2013-2015       |               |
| Ilza Angonese              | 2016-2017       | [ 10 ]        |
| Jacira Costa               | 2018-2023       | [ 11 ] [ 12 ] |
| Nadia Narciso              | 2023-Atualidade | [ 13 ]        |

### Presidentes de Honra
| Nome      | Mandato           | Ref. |
| --------- | ----------------- | ---- |
| Miro Leal | 2012 – atualidade |      |

### Diretores
| Ano  | Diretor de Carnaval                  | Diretor de harmonia     | Ref.   |
| ---- | ------------------------------------ | ----------------------- | ------ |
| 1993 | Luiz Mauro Barbosa                   | João Aruanda            | [ 1 ]  |
| 1994 | Sérgio Severo Simões                 | Zé Grande               | [ 1 ]  |
| 1995 | Sérgio Severo Simões e Pedro da Rosa | Joãozinho Sete Cordas   | [ 1 ]  |
| 1996 | Delmar Barbosa Pavão                 | Moura do Cavaco         | [ 1 ]  |
| 1997 | Luiz Felipe Vieira                   | Tabajara Ortiz          | [ 1 ]  |
| 1998 | Luiz Felipe Vieira                   | Silfarlei Alves         | [ 1 ]  |
| 1999 | Cássio Carvalho                      | Carlos Alberto “Cabeto” | [ 1 ]  |
| 2014 | Comissão de Carnaval                 | Robinho Sorriso         | [ 14 ] |
| 2016 | Helvio Dias                          |                         |        |
| 2019 | Saionara Pontes                      |                         |        |
| 2020 | Bráulio Pontes                       |                         | [ 15 ] |
| 2022 | Comissão de Carnaval                 | Júnior Gonçalves        | [ 16 ] |
| 2023 | Braulio Pontes                       |                         | [ 12 ] |

| Ano        | Mestre de bateria      | Ref.          |
| ---------- | ---------------------- | ------------- |
| 1989       | Irajá Guterres         |               |
| 1990       | Jorge Tarol            | [ 1 ]         |
| 1991-1992  | Mestre Caloca          | [ 1 ]         |
| 1993       | Irajá Guterres         | [ 1 ]         |
| 1994       | Giovani Sebastião      | [ 1 ]         |
| 1995-1996  | Rubens Luiz "Carioca"  | [ 1 ]         |
| 1997-1999  | Mestre Caloca          | [ 1 ]         |
| 2000-2002  | Cláudio Toralles       | [ 17 ]        |
| 2003-2004  | Mestre Sarrinho        |               |
| 2005       | Mestre Estêvão         |               |
| 2006-2007  | Cláudio Toralles       |               |
| 2008-2009  | Mestre Adailson “Dadá” |               |
| 2010       | Cláudio Toralles       | [ 9 ]         |
| 2011-2012  | Mestre Chiquinho       | [ 18 ]        |
| 2013       | Sandro Gravador        | [ 14 ]        |
| 2014       | Mestre Estêvão         | [ 19 ]        |
| 2015-2019  | Mestre Nenê            | [ 20 ]        |
| 2020-2022  | Mestre Estêvão         | [ 21 ]        |
| 2023-2024  | Kelvin Mendonça        | [ 12 ] [ 13 ] |
| 2025-Atual | Mestre Andrezinho ZL   | [ 22 ]        |

### Casal de Mestre-sala e Porta-bandeira
| Ano        | Mestre de bateria                     | Ref.   |
| ---------- | ------------------------------------- | ------ |
| 1990       | Tadeu Pé de Vento e Michele Lima      | [ 1 ]  |
| 1991       | Tadeu Pé de Vento e Jucimara Ferreira | [ 1 ]  |
| 1992       | Tadeu Pé de Vento e Maria Aparecida   | [ 1 ]  |
| 1993-1994  | José Ademir e Solângela Borges        | [ 1 ]  |
| 1995       | Alcir "Sizinho" e Solângela Borges    | [ 1 ]  |
| 1996       | Cristiano Bueno e Solângela Borges    | [ 1 ]  |
| 1997       | Cláudio Silva e Michele Lima          | [ 1 ]  |
| 1998       | Cláudio Silva e Cristiane Silva       | [ 1 ]  |
| 1999       | Luiz Gustavo e Suelene Neves          | [ 1 ]  |
| 2000-2003  | Cláudio Macedo e Suelene Neves        | [ 23 ] |
| 2004       | Marcelinho e Suelene Neves            |        |
| 2005-2006  | Oldair Santos e Suelene Neves         |        |
| 2007       |                                       |        |
| 2008       | Márcio Kramer e Suelene Neves         |        |
| 2009       | Tadeu Pé de Vento e Suelene Neves     | [ 24 ] |
| 2010       | Márcio Kramer e Suelene Neves         | [ 9 ]  |
| 2011-2012  | Ulisses Costa e Rosicler Padilha      | [ 25 ] |
| 2013       | Marcelinho e Giza                     | [ 14 ] |
| 2014       | João Carlos e Laís                    | [ 26 ] |
| 2015       | Marcelinho e Hélida                   |        |
| 2016       | Chula e Priscila Abreu                |        |
| 2019-2022  | Marcos Nunes e Tairine Machado        | [ 20 ] |
| 2023       | Marcos Nunes e Lauren Minuto          | [ 12 ] |
| 2024-Atual | Sidclei Santos e Marcella Alves       | [ 22 ] |

### Corte de Bateria
| Ano  | Rainha            | Madrinha            | Ref. |
| ---- | ----------------- | ------------------- | ---- |
| 2014 | Veronice de Abreu | Maria Balbina (Bia) |      |
| 2016 | Priscila Rubira   | Rochele Duarte      |      |

## Carnavais
| Ano                                               | Colocação       | Grupo           | Enredo | Carnavalesco                            | Intérprete                                             | Ref.                        |
| ------------------------------------------------- | --------------- | --------------- | --- | --------------------------------------- | ------------------------------------------------------ | --------------------------- |
| 1961                                              | Campeã          | I               | A coroação de D. Pedro II. | Dyrson Cattani                          |                                                        | [ 27 ] [ 28 ]               |
| 1962                                              | Hors Concours   | I               | O Descobrimento do Brasil. |                                         |                                                        | [ 27 ]                      |
| 1963                                              | Vice-campeã     | I               | A origem do samba. |                                         | Miguelzinho da Praiana                                 | [ 27 ]                      |
| 1964                                              | Campeã          | I               | May Fair Lady. |                                         |                                                        | [ 27 ]                      |
| 1965                                              | Campeã          | I               | Oferenda a Iemanjá. |                                         |                                                        | [ 27 ]                      |
| 1966                                              | Desclassificada | I               | Porto Alegre à noite. |                                         |                                                        | [ 27 ]                      |
| 1967                                              | Hors Concours   | Hors Concours   | |                                         |                                                        | [ 27 ]                      |
| 1968                                              | 5.º lugar       | I               | África. |                                         | Miguelzinho da Praiana                                 | [ 27 ]                      |
| 1969                                              | Vice-campeã     | I               | História e tradições do Rio de Janeiro. |                                         |                                                        | [ 27 ]                      |
| 1970                                              | Campeã          | I               | Conceição da Praia. |                                         | Miguelzinho da Praiana                                 | [ 27 ] [ 29 ]               |
| 1971                                              | 5.º lugar       | I               | União, amor e paz. |                                         |                                                        | [ 27 ]                      |
| 1972                                              | 4.º lugar       | I               | Vida e glória de João da Golmeia. |                                         |                                                        | [ 27 ]                      |
| 1973                                              | 5.º lugar       | I               | Porto Alegre bicentenária. |                                         | Miguelzinho da Praiana                                 | [ 27 ]                      |
| 1974                                              | 5.º lugar       | I               | No tempo da vovó. |                                         | Miguelzinho da Praiana                                 | [ 27 ]                      |
| 1975                                              | 4.º lugar       | I               | Recife, seus vultos, folclore e assombrações. |                                         |                                                        | [ 27 ]                      |
| 1976                                              | Campeã          | I               | Janaína e a festa de Reis. | Guaracy Feijó                           | Ademar Silva                                           | [ 27 ] [ 29 ]               |
| 1977                                              | 4.º lugar       | I               | Viagem fantástica de um narrador de sonhos. |                                         |                                                        | [ 27 ]                      |
| 1978                                              | 5.º lugar       | I               | Histórias que vovó contava. |                                         | Queixinho                                              | [ 27 ]                      |
| 1979                                              | 6.º lugar       | I               | Açúcar, a rainha das bonecas. |                                         | Beto Oliveira                                          | [ 27 ] [ 30 ]               |
| 1980                                              | 3.º lugar       | I               | As alegrias da vida. |                                         | Carlos Medina                                          | [ 27 ] [ 29 ]               |
| 1981                                              | 4.º lugar       | I               | No Mundo do faz de conta. |                                         |                                                        | [ 27 ]                      |
| 1982                                              | 3.º lugar       | I               | Raízes e crenças de uma nação. |                                         | Miguelzinho da Praiana                                 | [ 27 ] [ 31 ]               |
| 1983                                              | 5.º lugar       | I               | O primeiro baile de máscaras do Brasil. |                                         | Paulo Dias (Jajá)                                      | [ 27 ] [ 32 ]               |
| 1984                                              | Vice-campeã     | I               | Sonhos e esmeraldas na grande ilusão do carnaval. |                                         | Paulo Dias (Jajá)                                      | [ 27 ] [ 33 ]               |
| 1985                                              | 3.º lugar       | I               | Um poema em verde e rosa para Quintana. |                                         | Paulo Dias (Jajá)                                      | [ 27 ] [ 34 ]               |
| 1986                                              | 5.º lugar       | I               | O Brasil que a censura encobriu - É proibido proibir. |                                         | Paulo Dias (Jajá)                                      | [ 27 ]                      |
| 1987                                              | 6.º lugar       | I               | É meia-noite, tem coruja dourada no telhado. |                                         | Nego Izolino                                           | [ 27 ] [ 35 ]               |
| 1988                                              | 5.º lugar       | I               | Coisas da Bahia, sim senhor. |                                         | Cláudião da Vila                                       | [ 27 ] [ 36 ]               |
| 1989                                              | 3.º lugar       | I               | Verde que te quero Rosa, a Praiana te canta Mangueira. |                                         | Cláudio Barulho                                        | [ 27 ] [ 37 ]               |
| 1990                                              | 6.º lugar       | 1A              | Nos sonhos do universo, que Rei sou eu? | Adoniram Ferreira                       | Paulo Dias (Jajá)                                      | [ 27 ] [ 1 ]                |
| 1991                                              | 8.º lugar       | 1A              | Arte, cultura e beleza no carnaval de uma princesa. | Garri de Jesus                          | Paulo Dias (Jajá)                                      | [ 27 ] [ 1 ] [ 38 ]         |
| 1992                                              | 7.º lugar       | 1A              | Quem é do mar não enjoa. | Comissão de Carnaval                    | Paulo Dias (Jajá)                                      | [ 27 ] [ 1 ]                |
| 1993                                              | 8.º lugar       | 1A              | Lua e Sol – Cenário inspirador de um poeta (Túlio Piva) | Guaraci Feijó                           | Chulepe                                                | [ 27 ] [ 1 ]                |
| 1994                                              | 8.º lugar       | 1A              | Uma paixão em Verde e Rosa. | Dirson Catani                           | Alexandre Belo                                         | [ 27 ] [ 1 ]                |
| 1995                                              | 8.º lugar       | 1A              | Arrobobói – O arco-íris transforma as cores da magia. | Sérgio Di Tânger                        | Cláudio Barulho                                        | [ 27 ] [ 1 ]                |
| 1996                                              | 9.º lugar       | Especial        | A história de uma história – Um ato de amor. | Sérgio Di Tânger                        | Carlinhos de Pilares                                   | [ 27 ] [ 1 ] [ 39 ]         |
| 1997                                              | Campeã          | Intermediário A | A melhor do dia "tá" na Gazeta da Praiana. | Evandro Barbosa                         | Dodô                                                   | [ 27 ] [ 1 ]                |
| 1998                                              | Vice-campeã     | Especial        | O bom filho à casa torna. | Cássio Carvalho                         | Dodô                                                   | [ 27 ] [ 1 ] [ 40 ]         |
| 1999                                              | 7.º lugar       | Especial        | De 1000 passou, a 2000 não chegará. Será? | Cássio Carvalho                         | Dodô                                                   | [ 27 ] [ 1 ] [ 41 ]         |
| 2000                                              | Campeã          | Intermediário A | www.praiana.com.br | Severo Luzardo                          | Sandrinho Gessé                                        | [ 42 ] [ 43 ] [ 44 ]        |
| 2001                                              | Vice-campeã     | Especial        | Eu quero é mais. | Severo Luzardo                          | Carlos Medina                                          | [ 45 ] [ 46 ]               |
| 2002                                              | 4.º lugar       | Especial        | Quero ficar com você. | Severo Luzardo                          | Carlos Medina                                          | [ 47 ] [ 48 ]               |
| 2003                                              | 6.º lugar       | Especial        | Uma viagem intergaláctica em Verde e Rosa. | Jureci e Julião                         | Carlos Medina                                          | [ 49 ] [ 50 ]               |
| 2004                                              | 5.º lugar       | Especial        | Como um peixe vivo pode viver fora da água fria? | Severo Luzardo                          | Carlos Medina                                          | [ 51 ] [ 52 ]               |
| 2005                                              | 5.º lugar       | Especial        | Obirici, lágrimas da dor. Uirapuru, um canto de amor. | Renan Delavega                          | Marcio Medina                                          | [ 53 ]                      |
| 2006                                              | 7.º lugar       | Especial        | O fabuloso vôo do Beija-Flor no carnaval do encantamento. | Severo Luzardo                          | Paulinho Durão                                         | [ 54 ] [ 55 ]               |
| 2007                                              | 9.º lugar       | Especial        | Vida nova nas terras santas das Cachoeiras do Sul | Severo Luzardo                          | Gilson Dornelles                                       | [ 56 ] [ 57 ]               |
| 2008                                              | 5.º lugar       | Especial        | Cabaré e Moulin Rouge: A Verde e Rosa conta uma história de fantasia, sedução, amor e paixão. | Marcio Pulucher e Marcos Pires (Quinho) | Maurício Azevedo                                       | [ 58 ] [ 59 ] [ 60 ]        |
| 2009                                              | 12.º lugar      | Especial        | A Praiana é a bola da vez. (Bola De Pé Em Pé, Tô Na Área, Se Derrubar É Penalti. Escuto A Narração: É Goool! no Apito Final, O Grito Da Galera: É Campeão É Campeão)                                                            | Marcos Pires (Quinho)                   | Sandrinho Gessé                                        | [ 61 ] [ 62 ]               |
| 2010                                              | 11.º lugar      | Especial        | O velho teatro São Pedro novo ilumina a ribalta… No palco a Praiana engalanada é show do nosso carnaval. | Guaracy Feijó                           | Vander Salles e Ciganerey                              | [ 9 ] [ 63 ]                |
| 2011                                              | 10.º lugar      | Especial        | Pelos caminhos da vida fiz minha pátria. Sou cigano, sou do mundo, sou feliz. | Sérgio Ávila                            | Alexandre Belo                                         | [ 64 ] [ 65 ] [ 66 ]        |
| 2012                                              | Campeã          | A               | Do Paraíso os Pecados Capitais, Praiana mostra sua ira. | Sérgio Ávila                            | Bruno Martins                                          | [ 67 ] [ 68 ] [ 66 ]        |
| 2013                                              | 10.º lugar      | Especial        | Os Escudeiros da Luz e a Busca Pelas Alegrias da Vida. | Hernane Siqueira                        | Tinga                                                  | [ 14 ] [ 69 ] [ 70 ] [ 71 ] |
| 2014                                              | 3.º lugar       | A               | O Pequeno Príncipe da Praiana | Márcio Juarez                           | Robinho Sorriso                                        | [ 72 ] [ 73 ] [ 74 ]        |
| 2015                                              | 3.º lugar       | A               | Da cor a tinta, da tinta a arte em um mundo multicolorido a Praiana da tonalidade. Em uma noite multicolorida a Praiana pinta a passarela, exalando emoção, retrata o estudo das cores e importância das mesmas para humanidade |                                         | Robinho Sorriso                                        | [ 75 ] [ 76 ] [ 77 ]        |
| 2016                                              | 5.º lugar       | Grupão          | Uma declaração de amor em verde e rosa: Paulo Ferreira o homem do carnaval. | Chico Espuma                            | Robinho Sorriso                                        | [ 78 ] [ 79 ] [ 80 ]        |
| As escolas da Série Prata não desfilaram em 2017. |                 |                 | |                                         |                                                        |                             |
| Desfile cancelado em 2018.                        |                 |                 | |                                         |                                                        |                             |
| 2019                                              | 5.º lugar       | Série Prata     | Praiana apresenta: 90 anos de poesia em verde e rosa. Salve a Estação Primeira |                                         | Leandro LV                                             | [ 84 ] [ 85 ] [ 86 ]        |
| 2020                                              | Vice-campeã     | Série Prata     | No Jardim do Carnaval, a Mais Formosa Flor: Em Verde e Rosa, um Buquê de Amor |                                         | Vilsinho Astral                                        | [ 21 ] [ 87 ] [ 88 ]        |
| Desfile cancelado em 2021.                        |                 |                 | |                                         |                                                        |                             |
| 2022                                              | 4.º lugar       | Série Prata     | Ode à Folia no Porto da Alegria | Antônio Machado (Toninho)               | Leonardo Bessa e Robinho                               | [ 16 ] [ 90 ]               |
| 2023                                              | Vice-campeã     | Série Prata     | NKISI e a Herança Ancestral da Civilização Banto | Luciano Silva da Rosa                   | Ricardinho                                             | [ 12 ] [ 91 ]               |
| 2024                                              | 4.º lugar       | Série Prata     | Sopapo Poético para Giba Giba |                                         | Paulinho Almeida                                       | [ 13 ] [ 92 ]               |
| 2025                                              | 4.º lugar       | Série Prata     | O Renascer de um Mundo Verde Rosa | Comissão de Carnaval                    | Everton Rataescki Jéssica Martin Rafael Tinguinha      | [ 22 ] [ 93 ]               |
| 2026                                              |                 | Série Prata     | A Praiana Só Quer Mostrar o que é que a Imperatriz Leopoldinense Tem! | Marcelo Andrade e Raphael Pires         | Everton Rataescki, Pitty de Menezes e Rafael Tinguinha | [ 94 ]                      |

## Títulos
| Títulos da Academia de Samba Praiana | Títulos da Academia de Samba Praiana | Títulos da Academia de Samba Praiana | Títulos da Academia de Samba Praiana |
| ------------------------------------ | ------------------------------------ | ------------------------------------ | ------------------------------------ |
| Grupo                                | Grupo                                | Títulos                              | Anos                                 |
|                                      | Especial (Atual Série Ouro)          | 5                                    | 1961, 1964, 1965, 1970, 1976         |
|                                      | Intermediário A (Atual Série Prata)  | 3                                    | 1997, 2000, 2012                     |

## Prêmios
Estandarte de Ouro
Grupo A
- 2012: Alegorias, mestre-sala e porta-bandeira, evolução, fantasia, enredo, ala de passo marcado, ala de baianas, madrinha de bateria, passista masculino, comissão de frente, diretor de carnaval e presidente.[95]